# Dolomitas (secção alpina)
Os Alpes Dolomíticos  (em italiano:  Alpi Dolomiti, onde também são conhecidos por Monti Pallid) são uma secção alpina que se encontra nas cordilheira dos Dolomitas da Província de Belluno,  Província de Bolzano,  Província de Trento,  Província de Údine e Província de Pordenone na Itália. O ponto mais alto é o Punta Penia com 3343 m na cadeia da Marmolada.

## Divisão tradicional
As Dolomitas eram uma das divisões tradicionais da partição dos Alpes adotada em 1926 pelo IX Congresso Geográfico Italiano  na  Itália, com o fim de normalizar a sua divisão  em Alpes Ocidentais, Alpes Centrais e Alpes Orientais à qual pertenciam as Domolitas,

## Localização
Esta secção alpina está rodeada a norte pelos Alpes de Zillertal e os Alpes Tauern ambos da secção alpina dos Alpes do Tauern ocidentais, a nordeste os 
Alpes Cárnicos da secção dos Alpes Cárnicos e de Gail, a leste os Pré-Alpes Vénetos, a sudoeste as Dolomitas de Fiemme, e a noroeste os Alpes de Sarentino.

## SOIUSA
A Subdivisão Orográfica Internacional Unificada do Sistema Alpesno (SOIUSA) dividiu em 2005 os Alpes em duas grandesPartes: Alpes Ocidentais e Alpes Orientais, separados pela linha formada pelo  Rio Reno - Passo de Spluga - Lago de Como - Lago de Lecco.
A secção alpina das Cordilheira das Dolomitas é formada pelos Dolomitas de Sesto, de Braies e de Ampezzo, Dolomitas de Zoldo, Dolomitas de Gardena e de Fassa, Dolomitas de Feltre e de Pale de São Martinho, e Dolomitas de Fiemme.

## Imagens

Panorama dos Alpes Tauern, que bordam as Dolomites a norde

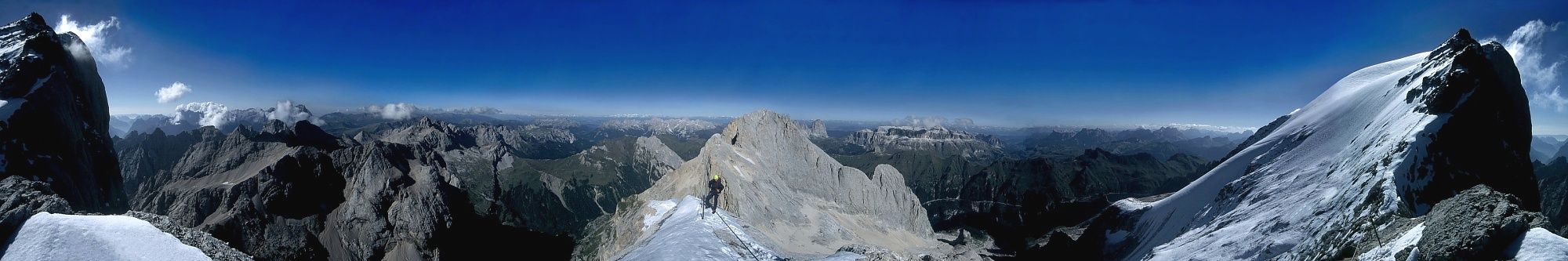
Panorama sobre as Dolomites vistas da Marmolada

### Classificação  SOIUSA
Segundo a SOIUSA este acidente geográfico é uma Secção alpina  com as seguintes características:
- Parte = Alpes Orientais
- Grande sector alpino = Alpes Orientais-Sul
- Secção alpina = Cordilheira das Dolomitas
- Código = II/C-31